# Socimi 8843
Il Socimi 8843 è un modello di filosnodato urbano realizzato nel corso degli anni novanta dalla Socimi, sul telaio dell'Iveco 480, in 33 esemplari appositamente per l'ATM di Milano, che è l'unica azienda di trasporti a farne uso. Si tratta di un filobus articolato a tre assi, dotato di quattro porte, con 191 posti di cui 28 a sedere.
Il primo esemplare, il numero 100, è stato presentato nel 1990. Nel 1991 sono state consegnate le vetture con i numeri da 101 a 117, mentre nel 1993 è stato consegnato l'ultimo lotto, quello composto dai veicoli numerati da 118 a 132.
Ad eccezione di qualche breve e raro prestito al deposito Novara, tutte le vetture sono sempre state assegnate al deposito di viale Molise. 
Nel 2009 viene accantonata la vettura n° 106, nel 2011 la n° 132, nel 2015 la n° 100 e nel 2020 le n° 104, 105, 114, 119, 126, 127 e 128. Al 2020, tutte le 23 altre unità sono in regolare servizio; nel gennaio 2016, è stata completata la sostituzione dei vecchi indicatori del numero della linea e della destinazione, da tipo a nastro, a indicatori luminosi a LED gialli.
Questi mezzi hanno iniziato la fase di radiazione e demolizione in seguito all'ingresso in servizio dei Solaris Trollino.
| Unità | Anno di consegna | Stato                | Note                         |
| ----- | ---------------- | -------------------- | ---------------------------- |
| 100   | 1990             | Accantonata nel 2015 |                              |
| 101   | 1991             | Accantonata nel 2023 |                              |
| 102   | 1991             | Accantonata nel 2022 |                              |
| 103   | 1991             | Accantonata nel 2024 |                              |
| 104   | 1991             | Accantonata nel 2020 |                              |
| 105   | 1991             | Accantonata nel 2020 |                              |
| 106   | 1991             | Accantonata nel 2009 |                              |
| 107   | 1991             | Accantonata nel 2024 |                              |
| 108   | 1991             | Accantonata nel 2024 |                              |
| 109   | 1991             | Accantonata nel 2024 |                              |
| 110   | 1991             | Accantonata nel 2023 |                              |
| 111   | 1991             | Accantonata nel 2024 |                              |
| 112   | 1991             | Accantonata nel 2024 |                              |
| 113   | 1991             | Accantonata nel 2023 |                              |
| 114   | 1991             | Accantonata nel 2020 |                              |
| 115   | 1991             | Accantonata nel 2023 |                              |
| 116   | 1991             | Accantonata nel 2023 |                              |
| 117   | 1991             | Accantonata nel 2024 |                              |
| 118   | 1993             | Accantonata nel 2024 |                              |
| 119   | 1993             | Accantonata nel 2020 |                              |
| 120   | 1993             | Accantonata nel 2023 |                              |
| 121   | 1993             | Accantonata nel 2023 |                              |
| 122   | 1993             | Accantonata nel 2024 | Attualmente in conservazione |
| 123   | 1993             | Accantonata nel 2023 |                              |
| 124   | 1993             | Accantonata nel 2023 |                              |
| 125   | 1993             | Accantonata nel 2022 |                              |
| 126   | 1993             | Accantonata nel 2020 |                              |
| 127   | 1993             | Accantonata nel 2020 |                              |
| 128   | 1993             | Accantonata nel 2020 |                              |
| 129   | 1993             | Accantonata nel 2022 |                              |
| 130   | 1993             | Accantonata nel 2024 |                              |
| 131   | 1993             | Accantonata nel 2024 |                              |
| 132   | 1993             | Accantonata nel 2011 |                              |